# هلال‌الدین هلال
هلال‌الدین هلال (زاده: ۱۳۳۵ ولسوالی اندراب، ولایت بغلان) سیاست‌مدار افغانستانی و نماینده مردم بغلان در دوره پانزدهم مجلس نمایندگان افغانستان بود.

## زندگی‌نامه
هلال‌الدین هلال متولد ۱۳۳۵ از ولسوالی اندراب ولایت بغلان افغانستان است. وی تحصیلات خود را در رشته خلبانی در دانشگاه هوایی به اتمام رسانده‌است.

## دیگر فعالیت‌ها
- خلبان نیروی هوایی افغانستان.[۱]
- فرمانده کندک/گردان میدان هوایی مزار شریف.[۱]
- فرمانده غند/هنگ هوایی مزار شریف.[۱]
- فرمانده هوایی فرقه/لشکر مرزی هفتاد.[۱]
- وزیر هوانوردی و توریسم.[۱]
- معاون امنیتی وزارت امور داخله.[۱]